# محمد المجدمي
محمد المجدّمي مؤلف ومخرج كويتي شارك في عمر صغير في عدة أعمال درامية كمخرج مساعد مع عبد الحسين عبد الرضا في مسلسل الحب الكبير موقع الفيلم وسعاد عبد الله في مسلسل نور في سماء صافية موقع السينما وطارق العلي جريدة الراي وعدة أعمال أخرى.